# Миколаївка Друга (Бахмутський район)
Микола́ївка Дру́га — село Світлодарської міської громади Бахмутського району Донецької області, Україна.

## Історія
Миколаївка, до 1917 — менонітське село в Катеринославській губернії, Бахмутський повіт; у радянський період — Сталінська/Донецька область, Артемівський (Бахмутський) район. Засноване 1884 року на лівому березі річки Бахмутка. Менонітська громада Нью-Йорк. Менонітські та братсько-менонітські молитовні будинки. Землі 2417 десятин. Центральне училище. Місце народження педагога та громадського діяча Я. А. Еппа. Мешканці: 281 (1918).
7 (20) листопада 1917 року, відповідно до Третього Універсалу Української Центральної Ради, увійшло до складу Української Народної Республіки.

## Населення
За даними перепису 2001 року населення села становило 7 осіб, з них усі 100 % зазначили рідною українську мову.

## Новітня історія
3 березня 2015-го під час виконання бойового завдання на блокпосту біля села Миколаївка Друга загинув солдат 43-го батальйону Антонюк Віталій Олександрович
13 вересня 2022-го під час виконання бойового завдання загинув солдат Пархоменко В'ячеслав Михайлович м.Золотоноша Черкаської області. .